# Carnin
Carnin är en kommun i departementet Nord i regionen Hauts-de-France i norra Frankrike. Kommunen ligger i kantonen Seclin-Sud som tillhör arrondissementet Lille. År 2022 hade Carnin 1 097 invånare.

## Befolkningsutveckling
Antalet invånare i kommunen Carnin
| Referens: INSEE |